# 八重山民政府
八重山民政府（やえやまみんせいふ、Yaeyama Civil Government）は、アメリカ軍占領下の八重山諸島における行政機構で、1947年3月21日に設立された。八重山支庁長は八重山民政府の知事となった。また諮問機関として「八重山議会（後に八重山民政議会に改称）」が設置された。八重山民政府は、1950年11月に八重山群島政府に改組された。

## 民政府発足前の「八重山支庁」
1945年の沖縄戦によって沖縄県庁の機能が麻痺し、しかも戦争マラリアの爆発的流行によって社会不安が発生し、八重山支庁そのものも機能を失っていた。そのため、島民は八重山自治会を結成することになり、会長として宮良長詳を選出した。米軍政府は「八重山支庁」を同年12月28日に復活させ、自治会長の宮良長詳を支庁長に任命した。八重山支庁は1947年1月24日に八重山仮支庁に改称された。

### 「八重山支庁」の行政機構
- 支庁長
  - 総務部
  - 経済部
  - 事業部
  - 衛生部
  - 文化部
  - 警務部
  - 逓信部
  - 秘書課

## 八重山議会
八重山支庁の諮問機関として1946年に設置された八重山支庁議会が前身である。八重山民政府の発足に伴い、八重山郡会次いで八重山議会と改められた。1950年になり、八重山民政議会に改組された。